# 崔在炫
崔在炫（韓語：최재현，1995年7月25日—），韓國男演員。

## 簡歷
崔在炫於1995年7月25日出生，從小有成為演員的目標，在中學時因長相清秀而被同學稱為「將要成為練習生的孩子」。然則，他由於在當時選擇專注學業，因而未有將夢想付諸實行。之後，他前往美國留學，於美國高中畢業，考入賓夕法尼亞州立大學管理系。一年後，他因不喜歡像機器人一樣反覆學習，而退學返回韓國。2016年，他參與了Mnet的選秀節目《少年24》，以從未成為練習生的履歷踏上舞台。
2018年末，他被經紀公司相中，並於翌年透過三次試鏡後參演《會讀心術的那小子》的配角，正式成為演員，其後在兩部劇集中參演配角角色。2021年，他參演韓國與泰國合拍的BL電視劇《Peach Of Time》，首度出演男主角。

## 演出作品

### 電視劇
- 2019年：tvN《會讀心術的那小子》飾演 玄濟賢
- 2019年：MBC《有瑕疵的人們》飾演 亨元
- 2020年：JTBC《宵夜男女》飾演 朴敏宇
- 2020年：JTBC《Run On》飾演 徐泰雄
- 2021年：WeTV《Peach Of Time》飾演 尹伍
- 2022年：Disney+《警校菜鳥》飾演 旻榮
- 2023年：tvN《神聖的偶像》飾演 凱西

## 外部連結
- 崔在炫的Instagram帳戶